# Alexis Fontaine des Bertins
Pour les articles homonymes, voir Fontaine.
Alexis Fontaine, dit Alexis Fontaine des Bertins, né à Claveyson (Drôme) le 13 août 1704 et mort à Cuiseaux (Saône-et-Loire) le 21 août 1771, est un mathématicien français. 

## Biographie
Il prend goût aux mathématiques en lisant la Géométrie de l'infini de Fontenelle et donne des solutions aux problèmes des courbes tautochrones, des courbes brachistochrones et des trajectoires orthogonales. Il s'occupe le premier de la théorie générale et des applications du calcul intégral. Il entretient de vives disputes avec d'Alembert au sujet de la priorité de la découverte du principe général de dynamique connu sous le nom de principe de d'Alembert.
Il est élu membre de l'Académie des sciences en 1733. Il y est d'abord adjoint mécanicien, puis associé géomètre en 1739 et pensionnaire géomètre en 1742.

## Publications

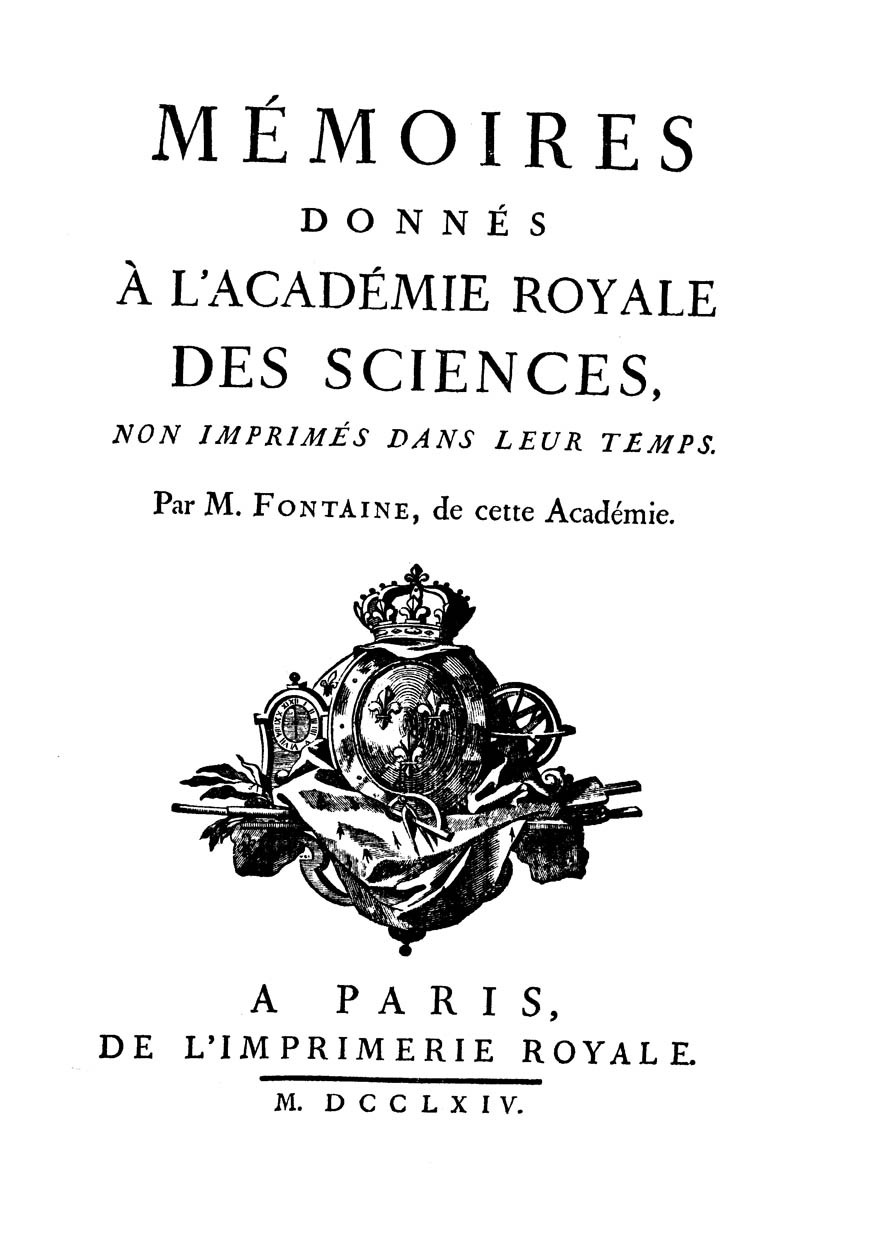
Mémoires donnés à l'Académie royale des sciences, 1764

- Mémoires donnés à l'Académie royale des sciences, non imprimés dans leur temps (1764)
- Traité de calcul différentiel et intégral, par M. Fontaine, de l'Académie royale des sciences, pour servir de suite aux mémoires de la même Académie (1770)